# 閻婉容
阎婉容，北宋徽宗的妃嫔。北宋时为正二品婉容。
1127年，靖康之難時，她和徽宗、钦宗等皇族為金军俘虏，至五國城为徽宗生子赵铁使。